# Kion
Kion är ett tyskt företag som tillverkar truckar. Företaget är noterat på Frankfurtbörsen och räknas med över 21000 medarbetare som en av de största trucktillverkarna i världen. Kion äger bland annat trucktillverkarna Linde, Fenwick, Still, Baoli och Voltas. Kion har sitt huvudkontor i Wiesbaden.